# Kodersdorf
Kodersdorf (obersorbisch Kodrecy) ist eine sächsische Gemeinde im Landkreis Görlitz, die dem Verwaltungsverband Weißer Schöps/Neiße angehört.

## Geographie
Die Gemeinde Kodersdorf liegt im zentralen Teil des Landkreises, rund 11 km nordwestlich der Kreisstadt Görlitz und 10 km südlich von Niesky am Rand der Königshainer Berge sowie der Oberlausitzer Heide- und Teichlandschaft im Tal des Weißen Schöps.

## Gemeindegliederung
Zur Gemeinde gehören die Ortsteile
- Kodersdorf (1636 Einwohner)
- Kodersdorf-Bahnhof (250 Einwohner)
- Särichen (340 Einwohner)
- Wiesa (331 Einwohner)

Im Ortsteil Kodersdorf sind die 1938 eingemeindeten Orte Rengersdorf und Torga aufgegangen.

## Geschichte

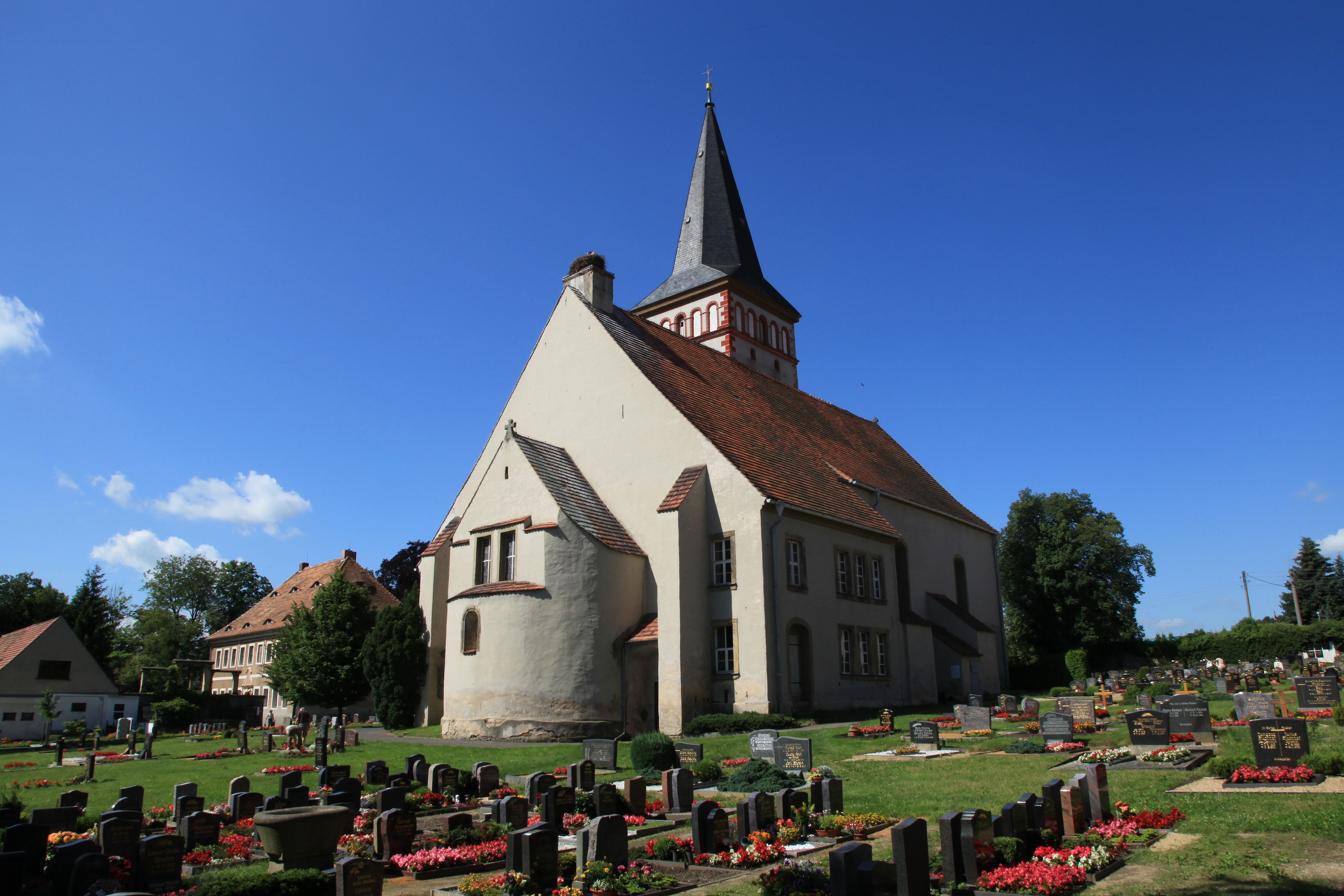
Nieder-Rengersdorfer Kirche

### Ortsgeschichte
Der Ortsteil Kodersdorf wurde 1402 erstmals als Kosmirsdorf erwähnt. Die Ortsform als Waldhufendorf weist darauf hin, dass es sich um eine deutsche Siedlung in der zweiten Phase der deutschen Ostsiedlung handelt. Kirchlich ist Kodersdorf seit frühester Zeit nach Nieder-Rengersdorf eingepfarrt.
Im Zuge des Prager Friedens von 1635 konnte sich das Kurfürstentum Sachsen die Markgraftümer Oberlausitz und Niederlausitz sichern. Den größten Teil der Lausitz musste das inzwischen zum Königreich aufgestiegene Königreich Sachsen 1815 an Preußen abtreten, wodurch Kodersdorf und die umliegenden Orte an die Provinz Schlesien kamen und 1816 dem Landkreis Rothenburg (Ob. Laus.) eingegliedert wurden.

### Industrie und Gewerbe
Nachdem das Dorf jahrhundertelang landwirtschaftlich geprägt war, setzte gegen Ende des 19. Jahrhunderts eine starke Industrialisierung ein. Der Bau der Berlin-Görlitzer Eisenbahn sowie Rohstoffvorkommen wie Holz und qualitativ hochwertiger Ton waren die Grundlagen dafür, dass eine große Ziegelei sowie ein Baubetrieb nebst eigenem Sägewerk in Kodersdorf aufgebaut wurden.
Nach dem Zweiten Weltkrieg wurden die Industriebetriebe schnell wieder aufgebaut, so dass die Ziegelwerke 1946 bereits wieder 620 Arbeiter beschäftigen konnten, während es Mitte der zwanziger Jahre noch 760 waren. In der Wendezeit vollzog sich ein weiterer Wandel, als die Industriebetriebe viele Arbeiter entlassen mussten.
2007 errichtete die Firma Klausner bei Kodersdorf auf einem Areal von rund 43 ha ein Säge- und Hobelwerk, das 2015 an die Schweighofer-Gruppe verkauft wurde. Das Sägewerk hat eine Produktionskapazität von unter anderem 720.000 m³ Schnittholz, 430.000 m³ Hobelware und 198.000 t Holzpellets.

### Bergbau

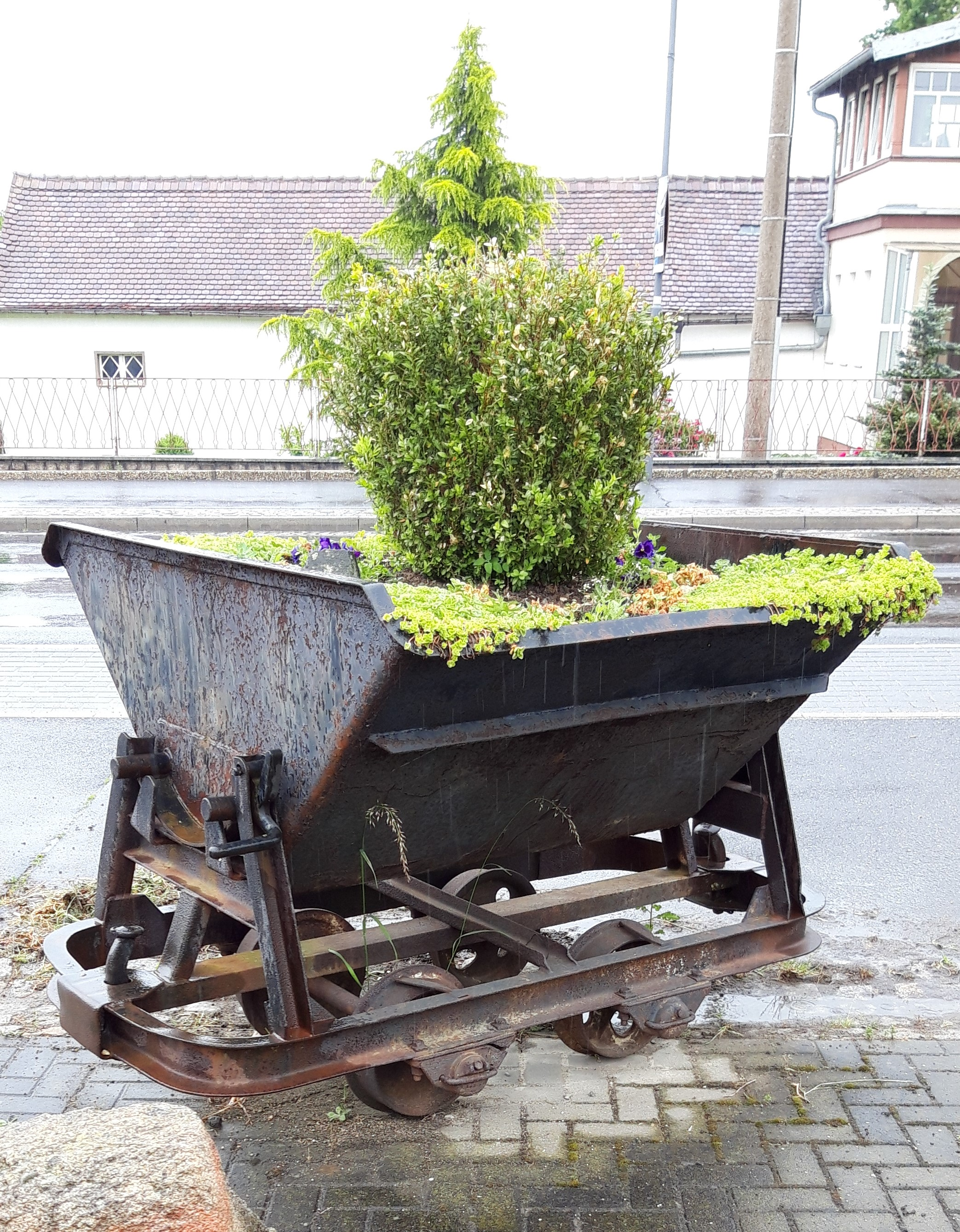
Diese Kipplore an der Straße der Einheit erinnert an die Bergbautradition des Ortes.

Im Bereich des Heideberges (249,9 m HN, westlich des Ortes) befand sich im 18. Und 19. Jahrhunderts ein Erzbergwerk zum Nickel- und Kobaltabbau. Beschreibungen von Pingen liegen aus dem Jahr 1785 vor. 1872 erfolgte eine neue Mutung des Erzvorkommens unter dem Namen „Editha“, „Adele“ und „Harriet“. Es wurden fünf kleine Schächte, mehrere Strecken und ein Stollen aufgefahren. Die Schächte waren 4 bis 37 Meter tief. Die maximale Belegschaftsstärke bestand aus 16 Bergleuten. 1879 wurde der Betrieb aus Rentabilitätsgründen wieder eingestellt. Im Grubenfeld „Editha“ wurden in der Betriebsperiode 1872 bis 1879 10.333 Zentner Roherz gefördert und in Uhsmannsdorf auf Kobalt, Nickel und Chlorkalk verarbeitet. Um 1950 wurden erneute geologische Untersuchungen vorgenommen, bei denen jedoch keine weiteren Erzmineralisationen nachgewiesen werden konnten. Lagerstättengenetisch handelt es sich bei dem Erzvorkommen um Sekundärbildungen eines schwach vererzten Quarzganges.

## Politik

### Gemeinderat
Seit der Gemeinderatswahl am 9. Juni 2024 verteilen sich die 12 Sitze des Gemeinderates folgendermaßen auf die einzelnen Gruppierungen:
- Christlich Demokratische Union Deutschlands (CDU): 7 Sitze
- Wählervereinigung „Unser Kodersdorf“ (WVUK): 5 Sitze

2019 blieb ein Sitz der Wählervereinigung „Unser Kodersdorf“ mangels Bewerber unbesetzt.
| Gemeinderat ab 2024Insgesamt 12 Sitze - WVUK: 5 - CDU: 7 | Liste                                | 2024       | 2024       | 2019       | 2019       | 2014   | 2014   |
| Gemeinderat ab 2024Insgesamt 12 Sitze - WVUK: 5 - CDU: 7 | Liste                                | Sitze      | in %       | Sitze      | in %       | Sitze  | in %   |
| Gemeinderat ab 2024Insgesamt 12 Sitze - WVUK: 5 - CDU: 7 | CDU                                  | 7          | 50,9       | 7          | 53,7       | 12     | 99,4   |
| Gemeinderat ab 2024Insgesamt 12 Sitze - WVUK: 5 - CDU: 7 | Wählervereinigung „Unser Kodersdorf“ | 5          | 49,1       | 4          | 36,6       | –      | –      |
| Gemeinderat ab 2024Insgesamt 12 Sitze - WVUK: 5 - CDU: 7 | Linke                                | –          | –          | –          | 6,1        | –      | –      |
| Gemeinderat ab 2024Insgesamt 12 Sitze - WVUK: 5 - CDU: 7 | SPD                                  | –          | –          | –          | 3,7        | –      | –      |
| Gemeinderat ab 2024Insgesamt 12 Sitze - WVUK: 5 - CDU: 7 | Einzelvorschläge                     | unzulässig | unzulässig | unzulässig | unzulässig | –      | 0,6    |
| Gemeinderat ab 2024Insgesamt 12 Sitze - WVUK: 5 - CDU: 7 | Wahlbeteiligung                      | 76,9 %     | 76,9 %     | 71,8 %     | 71,8 %     | 52,8 % | 52,8 % |

### Bürgermeister
Seit 1993 ist René Schöne (CDU) Bürgermeister von Kodersdorf. Er wurde bei der Bürgermeisterwahl am 13. Juni 2022 mit 77,5 Prozent der Stimmen bei zwei Gegenkandidaten für eine weitere Amtszeit bestätigt.
| Wahl | Bürgermeister | Vorschlag | Wahlergebnis (in %) |
| ---- | ------------- | --------- | ------------------- |
| 2022 | René Schöne   | CDU       | 77,5                |
| 2015 | René Schöne   | CDU       | 97,0                |
| 2008 | René Schöne   | CDU       | 97,8                |
| 2001 | René Schöne   | CDU       | 96,8                |
| 1994 | René Schöne   | CDU       | 96,7                |

## Sehenswürdigkeiten

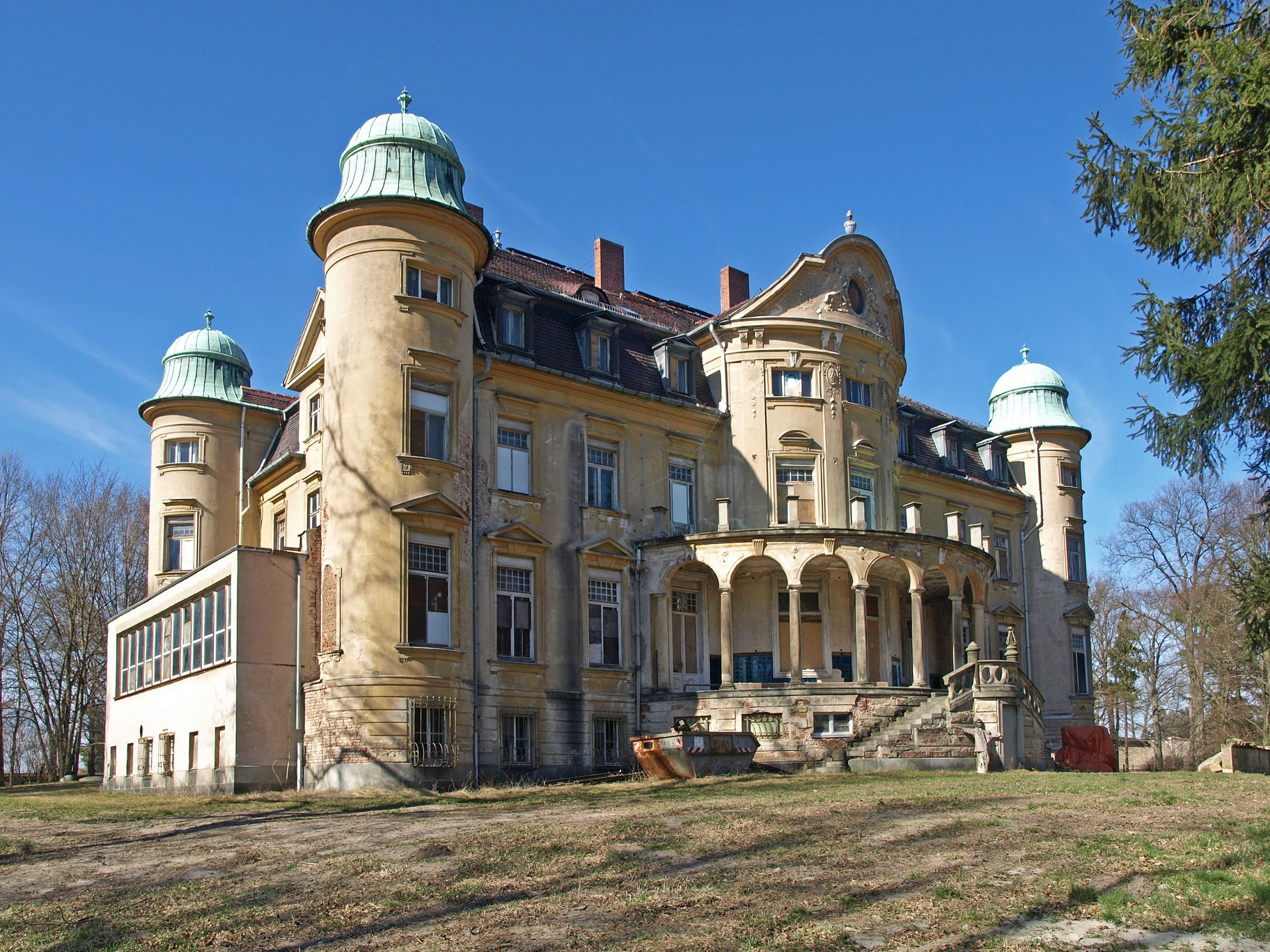
Neues Schloss in Ober-Rengersdorf

- Evangelische Kirche, als romanische Saalkirche in der 1. Hälfte des 13. Jahrhunderts erbaut
- Schloss Ober-Rengersdorf
- Gemeindeamt (Schloss Niederrengersdorf)
- Königshainer Berge

Die Kulturdenkmale sind in der Liste der Kulturdenkmale in Kodersdorf erfasst.

### Naturschutz
- Siehe auch: Liste der Naturdenkmale in Kodersdorf

## Wirtschaft und Infrastruktur

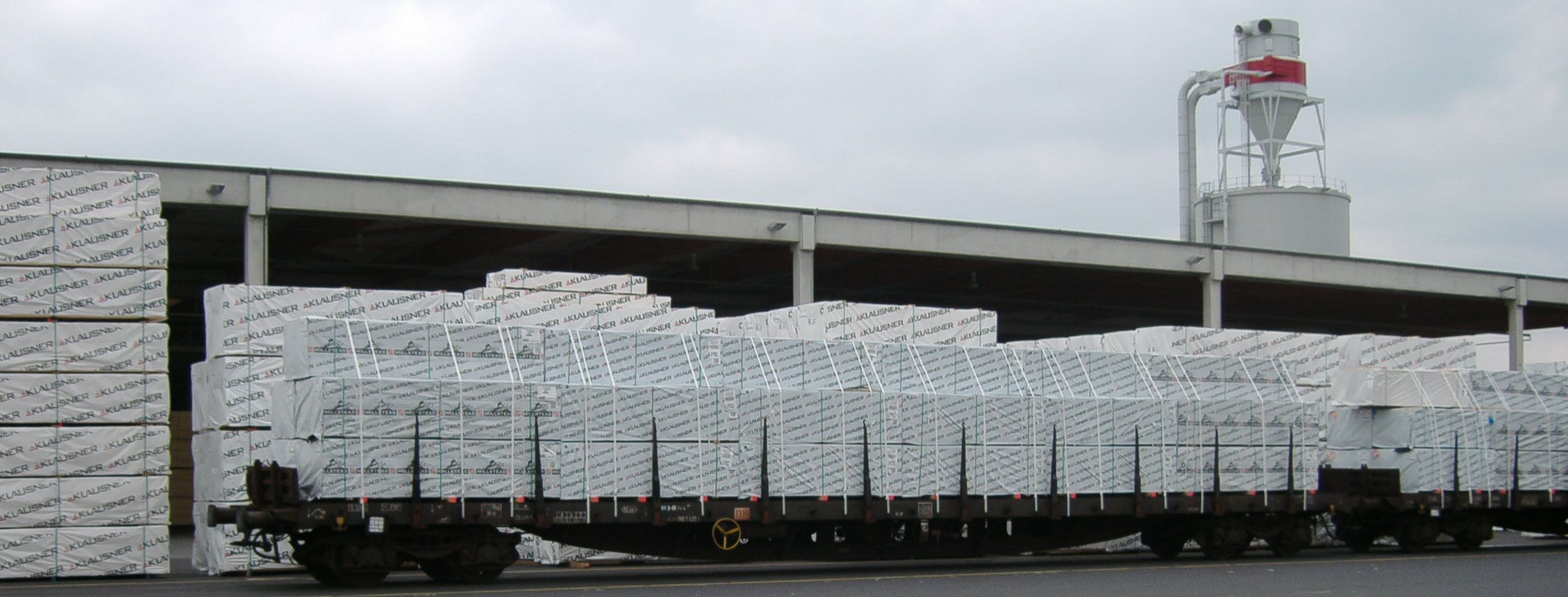
Güterwaggon im Sägewerk Kodersdorf

Im Gewerbegebiet der Gemeinde hat sich ein großer Holzverarbeitungsbetrieb angesiedelt, der von 2004 bis 2015 als Klausner Holz Sachsen Teil der österreichischen Klausner-Gruppe war und von dieser an Holzindustrie Schweighofer verkauft wurde. Im Werk können rund 700.000 Kubikmeter Nadelschnittholz pro Jahr technisch getrocknet werden.

### Verkehrsanbindung
Die Bundesstraße 115 und die Bundesautobahn 4 führen durch die Gemeinde, wobei die Autobahn mit dem 3,3 Kilometer langen Tunnel Königshainer Berge die Königshainer Berge unterquert.
Mit einem Haltepunkt liegt Kodersdorf an der Bahnstrecke Berlin–Görlitz. Im Jahr 2006 wurde ein auf der freien Strecke abzweigendes, vier Kilometer langes Anschlussgleis zum Sägewerk im Gewerbegebiet gebaut, auf dem werktäglich ein Güterzug mit Rohholz oder Holzprodukten verkehrt. Dadurch konnten jährlich 20.000 LKW-An- und Abfahrten vermieden werden. 2020 wurde im Gewerbegebiet Kodersdorf in direkter Nähe des Holzwerks ein Container-Terminal zum Umschlag von Bahn auf LKW in Betrieb genommen.

## Persönlichkeiten
- Martin Herrmann (* 1919), Politiker (DBD), LPG-Vorsitzender